# Долин (Доктор Ху)
Долин је измишљени лик из дугогодишње британске научнофантастичне телевизијске серије Доктор Ху. Господар га описује као амалгамацију Докторових тамнијих страна између његове дванаесте и последње инкарнације. У причи Суђење господару времена, која обухвата целу 23. сезону, Високи савет Господара времена именује Долина за тужиоца на суђењу Шестом Доктору, надајући се да ће га погубити и на тај начин уклонити јединог сведока свог скорог уништења живота на Земљи.

„Постоји неко зло у свима нама, Докторе - чак и у вама. Долин је спој тамнијих страна ваше природе, негде између ваше дванаесте и последње инкарнације, и могу рећи да се не поправљате са годинама.”

Господар Шестом Доктору током серијала Врхунски злотвор 23. сезоне.

## Историја лика

### У серији
Долин се појављује у сва четири сегмента серијала из 1986. Суђење господару времена – Тајанствена планета, Умни след, Ужас Вервоида и Врхунски злотвор. У епизоди 4 Мистериозне планете наводи се да „долина” значи „учени судски тужилац” на Галифрејану.
Током суђења, Доктор је оптужен за „понашање које не доликује Господару времена“ и за кршење Првог закона времена. Као тужилац, Долин је представио догађаје Тајанствене планете и Умног следа као изводе из Матрикса, рачунарске мреже која служи као складиште свих знања Господара времена. Долин је користио ове исечке као доказ Докторовог мешања у време и простор. Током извођења доказа, Доктор је лајао на Долина, називајући га именима као што су „Гробар“, „Изрод“ и „Превртљивац“, а само интервенције Инквизитора, другог Господара времена, су задржале ток суђења.
Оно што је касније откривено је да су екстракти Матрикса обманути да би се Доктор приказао у најгорем могућем светлу. Доктор није могао непосредно да противречи неким од приказаних радњи пошто је његово издвајање из времена дезоријентисало његово памћење. У Тајанственој планети ово је укључивало монтажу одређених сцена. Сцене плаћеника Сабалома Глица који покушава да купи „тајне” од робота Дратра потпуно су цензурисане. У Умном следу значајне делове исечака је у потпуности кривотворио Долин. Најзначајнија измена је била када су Господари времена интервенисали у огладу пресађивања мозга лорда Кива и његовог научника Крозијеа. У изводу из Матрикса, изгледало је да је Ирканос маневрисао да убије Менторе након што је Кивов ум пресађен у тело Докторове сапутнице Пери – Доктор је очигледно напустио Пери да би се спасао пошто је био привремено изложен једној од машина у лабораторији. Променио је њену личност – ефективно је убио.
Када је Доктор изнео у своју одбрану будуће догађаје Ужаса Вервоида, почео је да сумња да је Долин петљао у доказе – прегледао је доказе пре него што их је изнео и приметио неке разлике између онога чему је био сведок тада и онога што је сада приказано – али му је недостајао доказ. Доктор је био приморан да уништи хибриде човека и биљке познате као Вервоиди када су јурили на свемирском броду. Да им је било дозвољено да стигну до Земље, елиминисали би сав животињски свет. Долин је тврдио да то значи да је Доктор починио геноцид.
У Врхунском злотвору, Господар се појавио у Матриксу, откривајући да је могуће убацити се у њега. Сабалом Глиц и Докторова будућа сапутница Мелани Буш представљени су суду како би оповргли Долинове оптужбе. Господар је тада открио да је Долина, у ствари, сам Доктор – или боље речено, спој тамнијих страна Докторове природе, негде између његове дванаесте и последње инкарнације. Овај концепт је сличан етеричном „Чмару“ који се испољио да премости јаз између Докторове четврте и пете инкарнације (Логополис). Међутим, у новелизацији приче Господар наводи „Долин, Докторе, је ваша претпоследња реинкарнација... Негде између ваше дванаесте и тринаесте регенерације“.
Такође је откривено да Долин делује по налогу Високог савета господара времена да покрије своју корупцију у афери Равалокс. „Тајне“ које је Глиц тражио били су подаци из Матрикса. Равалокс је био Земља отприлике 2.000.000 година нове ере, али су га Господари времена померали кроз свемир, убијајући практично свако људско биће које је на њему живело. Да би спречили Доктора да открије тајну и открије је, искористили су Долина да покушају да Доктора погубе под изговором суђења. Награда за поступке Долина би била да му дају све преостале Докторове регенерације и да његово постојање учини конкретним. Међутим, Долин би тада убио и сваког члана суда, користећи дисеминатор честица који се налази унутар Матрикса.
Доктор је ушао у Матрикс и борио се и победио Долина у измишљеном свету који је створио. Инквизитор је открио да је Пери заиста преживела и да је удата за Ирканоса. Чинило се да су Господар и Долин заробљени у Матриксу, при чему је Долин очигледно уништен повратном спрегом од дисеминатора честица, али на крају сезоне, Долин је виђен прерушена у Чувара Матрикса. Место где се Долин налази никада није откривено у телевизијској серији.
У епизоди „Име Доктора“ из 2013. Велика интелигенција наводи да је „Долин” једно од имена по којима ће Доктор бити познат пре краја живота. У епизоди из 2017. „Било двапут“, ентитет Сведочанство говори Првом Доктору да је један од његових будућих назива „Сенка Долина“.

### У другим медијима
Долин се појавио у неким од огранак медијима. У овим причама, Доктор је свестан да има могућност да постане Долин и покушава да се удаљи са било ког пута који би га могао одвести у ту будућност. У делу Несталих пустоловина Миленијумски обреди Крега Хинтона издаваштва „Невиност”, Шести Доктор је подлегао својој мрачнијој страни и на кратко постао Долин због тога што је стварност била дестабилизована од стране три конкурентна закона физике концентрисаних на једном месту, дозвољавајући успаваном потенцијалу Долина унутар Доктора да преузме контролу над његовим телом, али Докторова права личност је успела да поврати контролу када је умало убио невино дете. У суочењу са Долином у свом уму, Доктор је прихватио аргумент Долина да би понекад могао бити неопходан немилосрднији начин деловања, али је одбацио веровање Долина да мора да ужива у таквим радњама да би их починио.
Током Нових пустоловина, Седмог Доктора мучи сазнање да би могао постати Долин, с тим што се помиње да је његово могуће присуство у Докторовом уму нагнало Шестог Доктора да изврши „самоубиство“ дозвољавајући ТАРДИС-у да буде ухваћен у Ранина вучна греда. Са овим открићем, сећање на Шестог Доктора постаје све више повезано са Долином у уму Седмог Доктора, што доводи до тога да претходних пет Доктора – сваки заснован на сећањима садашњег Доктора о томе какви су били – „закључају“ сећање на Шестог Доктора далеко од страха шта би могао постати. Међутим, у Соби без врата, Доктор учи да себи опрости своје прошле грехе, уклањајући кривицу која би довела до стварања Долина и ослобађајући Шестог Доктора из собе јер Седми прихвата Шестог Доктора као део себе него да се усредсреди на мане свог претходника.
У роману ББЦ-а Осам Доктора Теренса Дикса, Осми Доктор се враћа на суђење Шестом Доктору и спашава га из алтернативне временске линије у којој Долин треба да погуби Шестог Доктора пре доласка Мел и Глица. Осми Доктор осуђује оптужбу за геноцид као смешну због тога што су Вервоиди вештачки створени, а не врста која се природно развија. Господар појачава изјаву изнету у Врхунском злотвору Осмом Доктору — да је Долин „амалгам Докторове тамније стране, негде између његове дванаесте и тринаесте регенерације“. Ово у комбинацији са подацима из Недоумице близанаца појачава замисао да је Долин заиста Докторова тринаеста и последња „нормална“ инкарнација. Док се Шести Доктор суочава са Долином, Осми Доктор организује да обновљена Боруса води истражни одбор о догађајима који су довели до стварања Долина и суђења Шестом Доктору, али криза се завршава очигледним нестанком Долина пре него што су Осми и Шести Доктори наставили своја путовања.
У роману Ранијих Докторових пустоловина Задатак: Непрактично Дејвида А. Мекинтија, зли господин Цимерман, одметнути Господар времена који је унајмио два убице да убију Доктора, назива Шестог Доктора као „собом“ пре него што се исправио. Мекинти је потврдио да је ово суптилан наговештај да је Цимерман заправо био Долин.
У Матриксу Роберта Перија и Мајка Такера, Долин се поново појављује и наилази на Седмог Доктора. Пошто је поседнуо тело Чувара, он стиче контролу над Тамном матрицом, складиштем свих најзлих импулса Господара времена, и покушава да га искористи да би се осветио Доктору. У том циљу, он путује у Лондон 1888. године, преузимајући идентитет Џека Трбосека, и користећи убиства Трбосека као жртву за напајање Тамног Матрикса, верујући да може да користи и контролише Матрикс како би себи омогућио истинско постојање независно од Доктора. Када буде имала довољно снаге, Мрачна матрикса ће бити пуштена на свет, стварајући дистопијски кошмар и заувек кварећи историју. Као додатни бонус, Долин је ушао у траг свих тринаест инкарнација Доктора, користећи утицај Мрачног Матрикса да исквари сваког Доктора у мрачне и уврнуте варијанте себе (нарочито што је довело до тога да Први Доктор убије друге Господаре времена током свог бекства са Галифреја, Четврти Далеке приликом њиховог стварања, а Пети искористи млеко слепих мишева да би се излечио од тровања спектроксом док је оставио Пери да подлегне отрову уместо себе), користећи њихове покварене духове да анимирају големе да обављају свој посао. Међутим, Седми Доктор избегава напад Долина тако што је запечатио свој свесни ум од напада у телепатским круговима ТАРДИС-а, иако га то накратко оставља као ништа друго до амнезичног картоничара који себе назива „Џони“. Пошто је повратио памћење пошто је пронашао кола, Доктор се суочава са Долином (који себе сада назива „Трбосек“ на основу тога што је име више евокативно) у цркви у којој је Трбосек напустио свој ТАРДИС, сада репрограмиран у изглед Докторова гробница, узрокујући да његов непријатељ изгуби контролу над Тамним Матриксом, изазивајући то откривањем да је Тамни Матрикс једнако заробљен под контролом Долина као што је био на Галифреју. Долин је на крају убијен од муње коју генерише његов оштећени ТАРДИС док се руши док Мрачни Матрикс покушава да побегне, његово тело нестаје док духови осталих дванаест Доктора наизглед одлазе у спектралним варијантама ТАРДИС-а око Седмог и историја се враћа у нормалу.
У роману покојног аутора Доктора Хуа Крега Хинтона Временски првак требало је да се још једном прикаже Долин поред шесте инкарнације Доктора. Повезујући црте радње из низа нових и несталих пустоловина романа Невиности, приповедање се усредсређује на околности које укључују регенерацију Шестог Доктора, као и на сврху и порекло Долина. Синопсис романа су одбациле ББЦ Књиге (који је отприлике у исто време објавио још један роман који се бави регенерацијом Шестог Доктора Спирална огреботина). Према Хинтоновом пријатељу и ко-сценаристу Крису Мекеону, ово је приморало Мекеона да почне да ради на незваничном објављивању књиге, делимично заснованој на синопсису од шест поглавља (и укључујући три странице текста) које је Хинтон завршио. Мекеон би наставио да завршава роман након Хинтонове смрти. Роман је уредио и објавио Дејвид Џ. Хау као бенефицију за Британску фондацију за срце.
Аудио драма продукције „Big Finish” Доктор Ху: Црно на бело Он се шали на ожиљке... документује алтернативни временски оквир у којем је Долин, кога је још једном тумачио Мајкл Џејстон, победио Доктора (након суђења) и кренуо у пљачку време и простор. Он је створио царство пажљиво елиминишући временске осетљиве и мењајући сопствену (тј. Докторову) прошлост у своју корист, монополизирајући путовање кроз време и тражећи разно оружје судњег дана које је Доктор оставио закопао и сакрио за своју употребу. Докторова сапутница Мел, прекаљена дугогодишњим мрачним искуством, на крају га проналази са намером да убије Долина пошто је потврдио да у њему није остало ништа од Доктора, али открива да је постао жртва сопственог мешања у време, сам Долин признаје да му недостају Докторово саосећање и способност да призна када нешто не треба да уради, толико жељан да делује да никада није престао да размишља о последицама тога у уверењу да би могао да се врати и врати догађаје касније. На крају, поступци Долина почињу да изокрећу његову личну историју, као што је случајно убиство Четвртог Доктора или планирање да убије сапутницу Првог Доктора Додо Чаплет како би спречио Доктора да посети планету на одмору у исто време када и он треба да га уништи, што би довело до тога да је већина његовог 'царства' заправо био привид. У стварности, Долин се заробио унутар ТАРДИС-а, уплашен чак и да се помери у случају да погорша ствари. Када је ТАРДИС-у понестало снаге, привиди које је створио се распадају, остављајући Долина и Мел заробљене у соби са конзолама како лебде у срцу Временског вртлога, застојна поља могу само да им дозволе да разговарају, али понестају из моћ неопходна да се и то дозволи. Мел и наизглед покајнички, сломљени Долин трпе казну због кршења првог закона Господара времена и бивају заробљени у ТАРДИС-у, можда заувек уплетени у центар мреже времена док не прођу неопходни миленијуми да се стварност опорави од штету коју му је долина нанела.
Комична серија ИДВ-а Доктор Ху: Заборављениу коју је написао Тони Ли представља још једног појединца који себе назива „Долина”, који је тврдио да је Мета-кризени Доктор, али је откривено да је ово маска коју је преузео лобањски паразит док је и Десети Доктор је био заробљен у ТАРДИС-овој матрици.
Сапутнику путника кроз време, додатак за Доктор Ху − Пустоловине у времену и простору: Игрица, поменуто је да је Долин лажни Чувар, сличан оном произведеном у Логополису, настао током регенерације Дванаестог Доктора у Тринаесту. Овај Чувар, за који се претпоставља да поседује све најнегативније особине Докторове мрачније природе, одбио је да се поново придружи Господару времена и побегао је у шири универзум да би на крају довео Доктора пред суђење.
Још једна аудио драма „Big Finish” Суђење Долина, приказује Долина кога су ухватили и коме су судили Господари времена, али он тражи да Шести Доктор буде његова одбрана, провоцирајући Доктора да прихвати договор нудећи да каже Доктору о свом порекло. Долин тврди да га је на планети која кружи око Ета Ро кога је створила Тринаеста Докторка која је вршила огледе са начинима да пробије границу регенерације. Он је успела да побегне кроз Матрикс, повлачећи се у Ета Ро и покушавајући да убије Доктора бомбом прерушеном у 'Црне свитке' Докторову будућу инкарнацију, Долин који се представља као сенилан старац који је очигледно био Тринаести Доктор. Доктор је прозрео превару и Долин поново бежи, остављајући Доктору да размишља о томе да је Долин можда укључио нешто истине у своју причу чак и ако осуди целокупну слику као лаж.
У аудио драми Шести доктор: Последња пустоловина, Долин осмишљава сложену заверу како би заразио ТАРДИС ванземаљском интелигенцијом која ће му омогућити да поткопа Доктора и преузме контролу над његовим телом док се ослања на Докторову сопствену негативну осећајну енергију да обнови себе. Овај план га доводи у спој са Шестим Доктором у различитим периодима његовог живота, Долин враћа своју енергију у сусрету у џепном универзуму док Доктор путује са Констац Кларк (Крај линије), крадући кључни део опреме на планети коју насељавају 'вукодлаци' док је Доктор са Чарлијем Полардом (Црвена кућа), и добија нову енергију у сукобу у викторијанском Лондону са Доктором, Флипом Џексоном, професором Лајтфутом и Хенријем Гордоном Јагом (Страва). Иако Долину план успева да омогући да се суштински 'пресади' преко Докторове временске линије са циљем да се потом прошири по Матриксу и замени све друге Господаре времена, остаци Докторове психе у Матриксу након његове 'смрти' успевају да пониште напад Долина тако што посежу у његову прошлост и подстичу себе да поставе течај који ће изложити ТАРДИС опасном облику зрачења, узрокујући да се Шести Доктор регенерише и тако очисти своје тело од утицаја Долина, остављајући свог непријатеља заробљеног у Матриксу док је његова победа избрисана (Ивица смрти).
Долин се враћа у трећем тому Временског рата, бележећи искуства Осмог Доктора током Временског рата када се вратио у постојање док Господари времена покушавају да га регрутују да делује на њиховој страни у рату. Као што је објашњено у аудио драми Ратни Долин, уместо да долази из Докторове будућности, ова варијанта Долина је 'извучена' из Доктора када је користио трансмат пошто је помогао другом Господару времена у задатку излагања уређају који би могао да обмане биологију, при чему су Господари времена одлучили да искористе Долина као војник у Временском рату јер он задржава Докторову лукавство и интелигенцију без његових скрупула, вољан да изврши задатке који би угрозили планете и цивиле које би Доктор одбацио. На крају, Господари времена су послали новог Долина да истражи оружје Далека које је наводно способно да избрише Господаре времена из историје. Међутим, када је Долин покушао да окрене оружје на Далеке, Господари времена су приморани да заробе планету у временској петљи јер нуспојаве оружја узрокују да мала војска Далека и даље постоји на тој планети чак и пошто су сами Далеци избрисани. Његово памћење оштећено оружјем, Долин почиње да верује да је он Доктор који се бори против привидних Далека створених уништењем оружја. Осми Доктор накратко продире у временску петљу да би истражио постојање Долина, али прихвата захтев Долина да остане на том свету како би његова друга инкарнација могла да настави да верује да је он Доктор који се бори против Далека у једноставнијем сукобу.

## Списак појављивања

### Телевизија
- Тајанствена планета (1. део)
- Тајанствена планета (2. део)
- Тајанствена планета (3. део)
- Тајанствена планета (4. део)
- Умни след (1. део)
- Умни след (2. део)
- Умни след (3. део)
- Умни след (4. део)
- Ужас Вервоида (1. део)
- Ужас Вервоида (2. део)
- Ужас Вервоида (2. део)
- Ужас Вервоида (4. део)
- Врхунски злотвор (1. део)
- Врхунски злотвор (2. део)

### Романи
- Задатак: Непрактично (иза кулиса, не појављује се јасно)
- Миленијумски обреди (његов успавани потенцијал се испољава од Шестог Доктора, иако његове речи указују да је умешан 'прави' Долин)
- Првак времена (неканонски роман)
- Матрикс (суочава се са Седмим Доктором док се понаша као Џек Трбосек, хвата утваре на основу покварених варијанти осталих дванаест Доктора)
- Осам Доктора (накратко се појављује у ери Шестог Доктора, али се не сусреће непосредно са Осмим Доктором)

### Аудио драме
- Он се шали са ожиљцима... (алтернативна временска линија где је Долин победио Доктора и уништио Мрежу времена)
- Суђење Долину (ухваћен од стране Господара времена неко време након суђења)
- Шести Доктор: Последња пустоловина (појављује се у историји Шестог Доктора и прикупља делове за нови план)
- Осми Доктор: Временски рат 3 – Ратни Долин (нова варијанта Долина која се испољава из Доктора који путује кроз трансмат уређај док држи машину израђену да обмањује генетском структуром субјекта)